# The Goadec Sisters
A The Goadec Sisters (bretonul Ar C'hoarezed Goadeg), franciául általában Les sœurs Goadec néven ismert breton énekegyüttes, amely Treffrinből (Côtes d'Armor, Franciaország) származott. A trió a bretagne-i hagyományos zenét testesíti meg, a cappella énekléssel. A három nővér Maryvonne (1900-1983), Eugenie (1909-2003) és Anastasie Goadec (1913-1998) volt. 1956-ban kezdtek el fellépni a Fest noz (esti táncok) alkalmával, a dudások és bombardosok között. Két nővérük, Louise (1903-1964) és Ernestine (1911-1964) 1964-ig kísérte őket, repertoárjuk főleg siratóénekekből (bretonul Gwerzioù) állt. Trióként megpróbálták éneklésüket a tánchoz igazítani, és kifejlesztették a hívó és válasz éneklés (kan ha diskan) új formáját.
A breton feléledés, a kelta rock és a népzene népszerűsége 1972-1973-ban Alan Stivell, egyik legnagyobb csodálójuk nyomán reflektorfénybe helyezte őket. A három nővér sokat tett hozzá a breton kultúrához és annak fenntarthatóságához. Több lemezfelvételen keresztül hatalmas repertoárt adtak át a breton népdaléneklés sajátos dalaiból és technikáiból.
Annie Ebrel Louise Ebrel másodunokatestvére, aki Eugénie Goadec lánya.

## Látsd még
- Louise Ebrel

## Fordítás
Ez a szócikk részben vagy egészben  a   The Goadec Sisters című angol Wikipédia-szócikk ezen változatának fordításán alapul.  Az eredeti cikk szerkesztőit annak laptörténete sorolja fel. Ez a jelzés csupán a megfogalmazás eredetét és a szerzői jogokat jelzi, nem szolgál a cikkben szereplő információk forrásmegjelöléseként.